# گال، جلفا
گال، جلفا (به ترکی آذربایجانی: Gal) منطقه‌ای مسکونی در جمهوری آذربایجان است که در شهرستان جلفا واقع شده‌است. گال ۱۲۸ نفر جمعیت دارد.